# ستریون
ستریون (به انگلیسی:Cetrion) یکی از شخصیت های ساختگی مجموعه بازی ویدئویی مورتال کمبت است که برای اولین بار در نسخه مورتال کمبت ۱۱ در سال ۲۰۱۹ معرفی شد.ستریون یک خدای ارشد و الهه‌ی عناصر است،برادر او شیناک و مادر او کرونیکا است و همچنین او مسئول تبعید شیناک به ندررلم است.